# Даніел Тімофте
Даніел Тімофте (рум. Daniel Timofte, нар. 1 жовтня 1967, Петріла) — румунський футболіст, що грав на позиції півзахисника. По завершенні ігрової кар'єри — тренер. З 2018 року входить до тренерського штабу клубу «Астра» (Джурджу).
Виступав, зокрема, за клуб «Самсунспор», а також національну збірну Румунії.
Дворазовий чемпіон Румунії. Дворазовий володар Кубка Румунії.

## Клубна кар'єра
Народився 1 жовтня 1967 року в місті Петріла.
У дорослому футболі дебютував 1986 року виступами за команду «Жиул» (Петрошань), у якій провів три сезони, взявши участь у 69 матчах чемпіонату. 
Згодом з 1989 по 1993 рік грав у складі команд «Динамо» (Бухарест), «Баєр Юрдінген» та «Динамо» (Бухарест). Протягом цих років виборов титул чемпіона Румунії.
Своєю грою за останню команду привернув увагу представників тренерського штабу клубу «Самсунспор», до складу якого приєднався 1993 року. Відіграв за команду із Самсуна наступні шість сезонів своєї ігрової кар'єри. Більшість часу, проведеного у складі «Самсунспора», був основним гравцем команди.
Завершив ігрову кар'єру у команді «Динамо» (Бухарест), у складі якої вже виступав раніше. Повернувся до неї 1999 року, захищав її кольори до припинення виступів на професійному рівні у 2000 році. За цей час додав до переліку своїх трофеїв ще один титул чемпіона Румунії, ставав володарем Кубка Румунії.

## Виступи за збірну
У 1990 році дебютував в офіційних матчах у складі національної збірної Румунії.
У складі збірної був учасником чемпіонату світу 1990 року в Італії.
Загалом протягом кар'єри в національній команді, яка тривала 6 років, провів у її формі 22 матчі, забивши 2 голи.

## Кар'єра тренера
Розпочав тренерську кар'єру, повернувшись до футболу після невеликої перерви, 2007 року, очоливши тренерський штаб клубу «Спортул».
Протягом тренерської кар'єри також очолював команди «Жиул» (Петрошань) та «Бреїла», а також входив до тренерських штабів клубів «Петролул», «Волунтарі», «Університатя» (Крайова) та «Астра» (Джурджу).
З 2018 року входить до тренерського штабу клубу «Астра» (Джурджу).

## Титули і досягнення
- Чемпіон Румунії (2):

«Динамо» (Бухарест): 1989-1990, 1999-2000
- Володар Кубка Румунії (2):

«Динамо» (Бухарест): 1989-1990, 1999-2000